# Quadrilatero di Quenu
Il Quadrilatero di Quenu, anche chiamato Quadrato di Quenu è una zona quadrangolare nella quale è possibile descrivere in anatomia il decorso del terzo tratto del coledoco, ovvero il segmento pancreatico del coledoco. Esso decorre attraverso una docciatura longitudinale, che è contenuta nella faccia posteriore del pancreas.

## Disposizione e rapporti
Il Quadrilatero di Quenu si presenta come una zona delimitata superiormente dal margine inferiore della prima porzione del duodeno, inferiormente dal margine superiore della terza porzione del duodeno, lateralmente dalla seconda porzione duodenale e medialmente dalla vena mesenterica superiore.